# The Best (Bonnie Tyler-album)
Bonnie Tyler egyik legnépszerűbb válogatásalbuma, amely több kiadást is megélt már.

## A kiadványról
Első verziója 1993-ban jelent meg The Best címmel a CBS gondozásában. Az egyik legnagyobb példányszámban megjelentetett válogatásalbuma, ami eddig megjelent. Javarészt a nyolcvanas években született slágereit tartalmazza, de néhány sláger is felcsendül a 70-es évekből is. Az eredeti kiadás 18 dalt tartalmaz, melyen rádió verzióra összevágott dalok hallhatók (Total Eclipse of the Heart, Faster Than The Speed Of Night, Holding Out For A Hero, Loving You’s a Dirty Job (But Somebody’s Gotta Do It)) Az album borítója igen érdekes mixelés. A Faster than the Speed of Night album borítójáról származó űrharcos képe valamint a csillagok, a Secret Dreams And Forbidden Fire albumról a jobb alsó kép valamint a repülő hollók, míg az egész alakos Bonnie kép, a kandalló részlet, a repülő faldarabok és a letakart trón az 1988-as Hide Your Heart (Notes from America) című lemezről valók. 1995-ben Definitive Collection címmel és egy extra CD-vel jelent meg ismételten. A bónusz korongon a Total Eclipse, Loving You's A Dirty Job és a Band Of Gold című dalának album verziói, valamint a Holding Out For A Hero című dal dance verziója (Jellybeam Remix) kapott helyet. 1996-ban ismét megjelent extra CD nélkül, Best Of The Best Gold címmel Németországban, ahol ajándék szövegkönyv járt mellé.

## Kiadások
| Év   | Cím                                                | Kiadó                   | CD EAN kód     | CD Katalógus szám | Ország                            | Bónusz                                |
| ---- | -------------------------------------------------- | ----------------------- | -------------- | ----------------- | --------------------------------- | ------------------------------------- |
| 1993 | The Best                                           | Columbia Records        | 5099747 352225 | 473522 2          | Egyesült Királyság, Nyugat-Európa | -                                     |
| 1993 | The Best                                           | Sony Music / Versailles | 5099747 383427 | VER 473834 2      | Franciaország                     | Karriertörténet + remix               |
| 1993 | The Best                                           | Sony Music Taiwan       |                |                   | Tajvan                            | Karriertörténet                       |
| 1993 | The Best                                           | Sony Music / Versailles | 5099747 656027 | VER 476560        | Franciaország                     | Karriertörténet + díszdoboz           |
| 1995 | Best of the Best - Definitive Collection           | Columbia Records        | 5099747 352225 | 473522 2          | USA, Európa                       | -                                     |
| 1995 | Best of the Best - Definitive Collection (Limited) | Columbia Records        | 5099747 352294 | 473522 9          | USA, Európa                       | Extra CD 5 dallal                     |
| 1997 | Le Meilleur de Bonnie Tyler - Collection Best Of   | Sony Music / Versailles |                |                   | Franciaország                     | Karriertörténet + díszdoboz           |
| 1998 | Best Of The Best Gold (Limited)                    | Columbia Germany        | 5099747 352263 | 473522 6          | Egyesült Királyság, Európa        | Díszdoboz + aranyozott CD             |
| 1998 | The Best - Definitive Collection                   | Columbia South Africa   | 6007689 108137 | CDCOL 4038 H      | Dél-afrikai Köztársaság           |                                       |
| 1998 | The Best                                           | Columbia / Versailles   | 5099747 383456 | VER 473834 6      | Franciaország                     | Digitálisan felújított kiadás + remix |

## Toplista
| The Best 1993 | Legjobb helyezés | Lemezminősítés         |
| ------------- | ---------------- | ---------------------- |
| Franciaország | 4                | Platinalemez (300,000) |
| UK            | 93               | -                      |

## Dalok
- világkiadás

| #  | Dalcím                                                                                     | Zeneszerző           | Producer        | Hossz |
| -- | ------------------------------------------------------------------------------------------ | -------------------- | --------------- | ----- |
| 1  | Total Eclipse of the Heart (Single Edit)                                                   | Jim Steinman         | Jim Steinman    | 4:30  |
| 2  | Faster Than The Speed Of Night (Radio Edit)                                                | Jim Steinman         | Jim Steinman    | 4:40  |
| 3  | Have You Ever Seen the Rain?                                                               | John Fogerty         | Jim Steinman    | 4:07  |
| 4  | If You Were a Woman (Album Version)                                                        | Desmond Child        | Jim Steinman    | 5:15  |
| 5  | Here She Comes (Single Version)                                                            | Giorgio Moroder      | Giorgio Moroder | 3:25  |
| 6  | Loving You’s a Dirty Job (But Somebody’s Gotta Do It) (Radio Edit featuring Todd Rundgren) | Jim Steinman         | Jim Steinman    | 5:50  |
| 7  | Getting So Excited                                                                         | Alan Gruner          | Jim Steinman    | 3:30  |
| 8  | Save Up All Your Tears (The London Mix)                                                    | Desmond Child        | Desmond Child   | 4:20  |
| 9  | The Best                                                                                   | Holly Knight         | Desmond Child   | 4:16  |
| 10 | Holding Out for a Hero (Single Edit)                                                       | Jim Steinman         | Jim Steinman    | 4:35  |
| 11 | (The World is Full of) Married Men                                                         | Musker/Bugatti       | Musker          | 4:10  |
| 12 | A Rockin’ Good Way (feat. Shakin' Stevens)                                                 | (Benton/Otis/Dejesus | Benton          | 2:50  |
| 13 | More Than A Lover                                                                          | Scott/Wolfe          | Scott/Wolfe     | 4:25  |
| 14 | Don't Turn Around                                                                          | Holly Knight         | Desmond Child   | 4:16  |
| 15 | Lovers Again (Radio Edit)                                                                  | Desmond Child        | Jim Steinman    | 4:16  |
| 16 | Lost in France                                                                             | Scott/Wolfe          | Scott/Wolfe     | 3:50  |
| 17 | It’s A Heartache                                                                           | Scott/Wolfe          | Scott/Wolfe     | 3:35  |
| 18 | To Love Somebody                                                                           | Gibb Brother's       | Desmond Child   | 5:50  |

### Extra CD
- Csak a Definitive Collection kiadványhoz.

| # | Dalcím                                                                                        | Zeneszerző   | Producer     | Hossz |
| - | --------------------------------------------------------------------------------------------- | ------------ | ------------ | ----- |
| 1 | Total Eclipse of the Heart (Album Version)                                                    | Jim Steinman | Jim Steinman | 7:00  |
| 2 | Faster Than The Speed Of Night (Album Version)                                                | Jim Steinman | Jim Steinman | 6:45  |
| 3 | Band of Gold (Album Version)                                                                  | R. Dunbar    | Jim Steinman | 5:50  |
| 4 | Loving You’s a Dirty Job (But Somebody’s Gotta Do It) (Album Version featuring Todd Rundgren) | Jim Steinman | Jim Steinman | 7:47  |
| 5 | Holding Out for a Hero (Dance Version - Jellybeam Remix)                                      | Jim Steinman | Jim Steinman | 6:25  |

## Regionális kiadás
- Franciaország, Belgium

| #  | Dalcím                                                                                       | Zeneszerző                  | Producer        | Hossz |
| -- | -------------------------------------------------------------------------------------------- | --------------------------- | --------------- | ----- |
| 1  | Total Eclipse of the Heart (Single Edit)                                                     | Jim Steinman                | Jim Steinman    | 4:30  |
| 2  | Holding Out for a Hero (Club Mix)                                                            | Jim Steinman                | Jim Steinman    | 6:20  |
| 3  | It's a Heartache                                                                             | Scott / Wolfe               | Scott / Wolfe   | 3:30  |
| 4  | If You Were a Woman (Extended Version)                                                       | Desmond Child               | Jim Steinman    | 4:00  |
| 5  | Here She Comes (Single Version)                                                              | Giorgio Moroder             | Giorgio Moroder | 3:25  |
| 6  | Loving You’s a Dirty Job (But Somebody’s Gotta Do It) (Album verzió featuring Todd Rundgren) | Jim Steinman                | Jim Steinman    | 7:50  |
| 7  | Lost in France                                                                               | Scott / Wolfe               | Scott / Wolfe   | 3:55  |
| 8  | A Rockin’ Good Way (feat. Shakin' Stevens)                                                   | Benton/Otis/DeJesus         | Benton          | 2:55  |
| 9  | Have You Ever Seen the Rain?                                                                 | John Fogerty                | Jim Steinman    | 4:09  |
| 10 | Straight from the Heart                                                                      | Bryan Adams                 | Jim Steinman    | 3:41  |
| 11 | Faster than the Speed of Night Album verzió                                                  | Jim Steinman                | Jim Steinman    | 6:42  |
| 12 | (You make Me feel like) a Natural Woman                                                      | Goffin/King/Wexler          | Scott / Wolfe   | 3:06  |
| 13 | A Whiter Shade of Pale                                                                       | Brooker/Reid                | Scott/Wolfe     | 4:29  |
| 14 | The Best                                                                                     | Holly Knight                | Desmond Child   | 4:16  |
| 15 | Hide Your Heart                                                                              | Desmond Child, Paul Stanley | Desmond Child   | 4:25  |
| 16 | Don't Turn Around                                                                            | D. Warren/A. Hammond        | Desmond Child   | 4:17  |
| 17 | Band of Gold Long Version                                                                    | Dunbar/Wayne                | Jim Steinman    | 5:27  |